# Ecuaciones de Euler (sólidos)
En mecánica, las ecuaciones de Euler describen el movimiento de un sólido rígido en rotación en un sistema de referencia solidario con el sólido. Matemáticamente tienen la forma:

{\displaystyle {\begin{matrix}I_{1}{\dot {\omega }}_{1}+(I_{3}-I_{2})\omega _{2}\omega _{3}&=&M_{1}\\I_{2}{\dot {\omega }}_{2}+(I_{1}-I_{3})\omega _{3}\omega _{1}&=&M_{2}\\I_{3}{\dot {\omega }}_{3}+(I_{2}-I_{1})\omega _{1}\omega _{2}&=&M_{3}\\\end{matrix}}}

donde {\displaystyle M_{k}\,} son las componentes vectoriales del momento o momento dinámico total aplicado, {\displaystyle I_{k}\,} son los momentos principales de inercia y {\displaystyle \omega _{k}} son las componentes del vector velocidad angular {\displaystyle {\boldsymbol {\omega }}} según los ejes principales de inercia.

## Motivación y derivación
En un sistema de referencia inercial la derivada del momento angular es igual al momento dinámico o momento de fuerzas aplicado:

{\displaystyle {\frac {d\mathbf {L} }{dt}}\equiv {\frac {d}{dt}}\left(\mathbf {I} \cdot {\boldsymbol {\omega }}\right)=\mathbf {M} }

Donde {\displaystyle \mathbf {I} } es el tensor de momentos de inercia. Sin embargo, aunque la ecuación anterior es universalmente válida, no resulta útil en la práctica para calcular el movimiento puesto que generalmente, tanto {\displaystyle \mathbf {I} } como {\displaystyle {\boldsymbol {\omega }}} varían con el tiempo.
Sin embargo, el problema anterior se resuelve si consideramos un sistema de referencia no-inercial solidario con el sólido rígido en rotación, porque respecto a este sistema de referencia el tensor de [momentos de] inercia {\displaystyle \mathbf {I} } es constante y sólo la velocidad angular {\displaystyle {\boldsymbol {\omega }}} varía con el tiempo. De hecho de todos los posibles sistemas de este tipo tomaremos por simplicidad y conveniencia matemática uno cuyos ejes coincidan con las direcciones principales de inercia (que forman un triedro rectángulo). En estas condiciones el vector momento angular puede escribirse como:

{\displaystyle \mathbf {L} \equiv L_{1}\mathbf {e} _{1}+L_{2}\mathbf {e} _{2}+L_{3}\mathbf {e} _{3}=I_{1}\omega _{1}\mathbf {e} _{1}+I_{2}\omega _{2}\mathbf {e} _{2}+I_{3}\omega _{3}\mathbf {e} _{3}}

O también
{\displaystyle \mathbf {L} \equiv \left({\begin{matrix}I_{1}&0&0\\0&I_{2}&0\\0&0&I_{3}\end{matrix}}\right)\left({\begin{matrix}\omega _{1}\\\omega _{2}\\\omega _{3}\end{matrix}}\right)}

Donde {\displaystyle I_{k}} son los momentos de inercia principales, {\displaystyle \mathbf {e} _{k}} son los vectores unitarios en la dirección de los ejes principales de inercia y {\displaystyle \omega _{k}} son las componentes de la velocidad angular expresadas en la base formada por los vectores unitarios anteriores. En un sistema no-inercial giratorio, la derivada temporal debe ser reemplazada por otra expresión que dé cuenta también de las fuerzas ficticias asociadas a la no-inercialidad del sistema:
{\displaystyle \left({\frac {d\mathbf {L} }{dt}}\right)_{\mathrm {rot} }+{\boldsymbol {\omega }}\times \mathbf {L} =\mathbf {M} }
Donde el subíndice {\displaystyle rot} indica que una magnitud se computa en el sistema no-inercial rotatorio. Substituyendo {\displaystyle L_{k}\equiv I_{k}\omega _{k}}, tomando el producto vectorial y usando el hecho de que los momentos principales de inercia no varían con el tiempo, llegamos a las ecuaciones de Euler:
{\displaystyle {\begin{matrix}I_{1}{\dot {\omega }}_{1}+(I_{3}-I_{2})\omega _{2}\omega _{3}&=&M_{1}\\I_{2}{\dot {\omega }}_{2}+(I_{1}-I_{3})\omega _{3}\omega _{1}&=&M_{2}\\I_{3}{\dot {\omega }}_{3}+(I_{2}-I_{1})\omega _{1}\omega _{2}&=&M_{3}\end{matrix}}}

## Rotación libre en el espacio
Cuando el momento dinámico es nulo tenemos una solución de movimiento libre. En general la velocidad angular no coincide con ninguno de los ejes principales de inercia. Esto da lugar a un movimiento de precesión en el que el eje de rotación se mueve alrededor de la recta que coincide con la dirección del momento angular y a otro de nutación, en el que el ángulo entre el eje de rotación y la dirección del momento angular oscila.
Se puede ver por qué sucede, a partir de la ecuación de movimiento expresada en un sistema inercial cuando el momento es cero:

{\displaystyle {\frac {d\mathbf {L} }{dt}}\equiv {\frac {d}{dt}}\left(\mathbf {I} (t)\cdot {\boldsymbol {\omega }}(t)\right)=0,\qquad {\frac {dL_{i}}{dt}}={\frac {d}{dt}}\sum _{j}I_{ij}\omega _{j}=\sum _{j}\left({\frac {dI_{ij}}{dt}}\omega _{j}+I_{ij}{\frac {d\omega _{j}}{dt}}\right)=0}

Puesto que para un sólido giratorio {\displaystyle \mathbf {I} (t)} varía con el tiempo, la única manera de que {\displaystyle \mathbf {L} } sea constante es que {\displaystyle {\boldsymbol {\omega }}(t)} también varíe con el tiempo.